# المعصرة للصناعات الهندسية
شركة المعصرة للصناعات الهندسية أو مصنع 45 الحربي هي شركة مساهمة حكومية مصرية، إحدى شركات الهيئة القومية للإنتاج الحربي التابعة لوزارة الدولة للإنتاج الحربي، أنشأت سنة 1952 على مساحة 97 فدان بمنطقة المعصرة بحلوان بمحافظة القاهرة، وذلك لإنتاج الذخائر بأنواعها المختلفة لصالح القوات المسلحة المصرية، تعمل حاليًا في مجال إنتاج عدادات الكهرباء، المياه، والغاز الطبيعي، المواد الكيماوية للأعمال المدنية، والصناعات المعدنية الخفيفة.

## منتجات الشركة
- عدادات الكهرباء، المياه، والغاز الطبيعي.[5]
- محارق النفايات الخطرة.
- المواد الكيماوية المنزلية.

## وصلات خارجية
- الموقع الرسمي للشركة.